# Christoph Motzko
Christoph Motzko (* 1957) ist ein deutscher Bauingenieur für Baubetrieb und seit 1996 Professor an der TU Darmstadt.
Er war vom 12. Mai 2010 bis Ende 2013 Vizepräsident der Technischen Universität Darmstadt.

## Werdegang
Christoph Motzko studierte Bauingenieurwesen an der Technischen Hochschule Darmstadt mit der Vertiefung im Konstruktiven Ingenieurbau. Es folgte Tätigkeit als Projektleiter beim Schalungshersteller Peri, in deren Rahmen ein BMFT-Forschungsvorhaben realisiert wurde, welches 1989 zur Promotion führte. 1990 wechselte Motzko zur Hochtief AG. Hier wurde er betraut mit der Bauleitung, Oberbauleitung und Projektendabwicklung beim Neubau des internationalen Flughafens in Warschau. Im Anschluss wurde er bestellt in den Vorstand der BUDOKOR SA, einer Tochtergesellschaft von Hochtief. 1994 folgte der Wechsel in den Bereich Controlling und Unternehmensplanung in der Konzernzentrale. 1996 erhielt Motzko den Ruf an die Technische Universität Darmstadt. Seit 2003 ist er Geschäftsführender Direktor des Instituts für Baubetrieb. Motzko ist unter anderem Vorsitzender des Güteschutzverbandes Betonschalungen Europa e.V., Advisory Professor der Tongji University Shanghai und Mitglied im Kuratorium der Stiftung Bauwesen. Im Zeitraum von 2010 bis 2013 war er Vizepräsident für Studium und Lehre der TU Darmstadt.

## Schriften (Auswahl)
- C. Motzko (Hrsg.): Praxis des Bauprozessmanagements. Wilhelm Ernst & Sohn, Verlag für Architektur und technische Wissenschaften, Berlin 2013, ISBN 978-3-433-03007-3.
- G. Girmscheid, C. Motzko: Kalkulation, Preisbildung und Controlling in der Bauwirtschaft. 2. Auflage. Springer-Verlag, Berlin / Heidelberg / New York 2013, ISBN 978-3-642-36636-9.
- C. Motzko (Hrsg.): Zukunftspotenzial Bauwirtschaft: Tagungsband 2. Internationaler BBB-Kongress. Eigenverlag, Darmstadt 2013, ISBN 978-3-941925-15-1.
- C. Motzko, A. Mukherjee, A. Nical, P. Nowak, D. Schmitz, J. Sobieraj: Professionalism and Ethics in Construction. (= Construction Managers´Library. Manual M16). Leonardo da Vinci Programm, European Union, 2013.
- C. Motzko, M. Löhr, B. Kochendörfer: Einordnung der Leistung Umweltverträglichkeitsstudie, Thermische Bauphysik, Schallschutz und Raumakustik, Bodenmechanik, Erd- und Grundbau sowie Vermessungstechnische Leistungen (ehemals Teile VI, X-XIII der HOAI 1996 – derzeit im unverbindlichen Teil der HOAI 2009) als Planungsleistungen? In: Klaus D Kapellmann, Klaus Vygen: Jahrbuch Baurecht 2012. Werner Verlag, 2012, ISBN 978-3-8041-5216-8.
- C.-A. Graubner, E. Boska, C. Motzko, T. Proske: Formwork pressure induced by highly flowable concrete – Design approach and transfer in practice. In: Structural Concrete, Journal of the fib. Ernst & Sohn Verlag, 1/2012.
- L. Schebek, H.-J. Linke, C. Motzko: Potential of Urban Mining in the Industrial and Commercial Buildings Sector – The case of the Rhine-Main-Area. In: MFA-ConAccount Section Conference 2012, 26. bis 28. September. Darmstadt 2012.
- C. Motzko, W. Martinek, J. Klingenberger, F. Binder: Process Management - Lean Construction. (= Construction Managers´Library. Manual M9). Leonardo da Vinci Programm, European Union, 2011.
- C. Motzko, E. Boska: Neue Sichtbetontechnik. Forschungsbericht, AiF-Nr. 15873 N, 2011.
- C. Motzko, O. Mehr, M. Bergmann, E. Boska, P. Boska: Eine Ontologie für die Baubetriebswissenschaft. In: Modellierung von Prozessen zur Fertigung von Unikaten. Bauhaus-Universität, Weimar 2010.
- C. Motzko: Digitale Schnittstellen im Bauwesen. In: M. Hauschild, R. Karzel: Digitale Prozesse. Edition Detail. München 2010, ISBN 978-3-920034-35-5.
- C. Motzko (Hrsg.): Baubetriebliche Aufgaben – Festschrift anlässlich des 30-jährigen Bestehens des Instituts für Baubetrieb der Technischen Universität Darmstadt. VDI Verlag, Düsseldorf 2009, ISBN 978-3-18-321104-3.